# Üzbegisztáni labdarúgó-szövetség
Üzbegisztáni labdarúgó-szövetség ((üzbég nyelven: Oʻzbekiston Futbol Federatsiyasi, angolul Uzbekistan Football Federation [UFF]). Székhelye Taskentben található.

## Történelme
1946-ban alapították. A Nemzetközi Labdarúgó-szövetségnek (FIFA) és az Ázsiai Labdarúgó-szövetség (AFC) 1994-től tagja. Fő feladata a nemzetközi kapcsolatokon kívül, a Üzbég labdarúgó-válogatott, az Üzbég női labdarúgó-válogatott, a korosztályos válogatottak illetve a nemzeti bajnokság szervezése, irányítása. A működést biztosító bizottságai közül a Játékvezető Bizottság (JB) felelős a játékvezetők utánpótlásáért, elméleti (teszt) és cooper (fizikai) képzéséért.
2009-ig az Üzbegisztáni Labdarúgó Szövetség ellenőrizte az összes labdarúgást Üzbegisztánban, beleértve a nemzeti csapatokat és az üzbegisztáni bajnokságot. 2009-ben azonban egy másik labdarúgó szervezetet hoztak létre Üzbegisztánban - az Üzbegisztáni Professzionális Labdarúgó Ligát (Üzbegisztán PFL), amely megkezdte az Üzbegisztán bajnokságok irányítását és ellenőrzését, így az Üzbegisztáni Labdarúgó Szövetség csak Üzbegisztán nemzeti csapatait irányította. Ugyanakkor az Üzbegisztáni PFL az Üzbegisztáni Labdarúgó Szövetség alá tartozik.